# 7-snarige gitaar
Een 7-snarige gitaar is een gitaar met een extra snaar ten opzichte van de normale zes snaren. Dit type gitaar wordt in verschillende muziekstijlen gebruikt, waaronder jazzmuziek heavy metal en progressieve rock. 

## Stemming
Gitaren met zeven snaren staan een andere stemming toe dan reguliere gitaren. De meest voorkomende stemming is de gangbare stemming, met een extra B voor lagere tonen. De stemming is dan dus B-E-A-D-G-B-E. Er zijn echter ook mogelijkheden nog lager, of juist hoger te stemmen. 

## De Russische gitaar

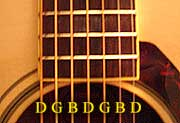
De snaren en hun stemming van de Russische gitaar

De Russische gitaar is een akoestische gitaar. Hij dankt zijn naam aan het feit dat hij hoofdzakelijk in Rusland en later de Sovjet-Unie werd gespeeld. Tot rond 1980 was deze gitaar er veel populairder dan de gewone gitaar, nu is hij zeldzaam. De Russische gitaar werd in de 19e eeuw geïntroduceerd door Andrei Sychra. De gitaar werd zowel door professionals gebruikt als amateurs. Dit was te danken aan de stemming (D' G' B D g b d') die het instrument zeer geschikt maakte als begeleidingsinstrument: een A majeur akkoord is eenvoudigweg een barré in de tweede positie, B majeur een barré in de vierde, enzovoort.

## De elektrische 7-snarige gitaar
De elektrische versie van de 7-snarige gitaar werd rond 1930 geïntroduceerd door George Van Eps. Het was een gewone elektrische gitaar met een extra bassnaar, die gewoonlijk als A was gestemd. Met deze uitbreiding werd het mogelijk de bas, akkoorden en solo's tegelijk te spelen. Van Eps noemde deze manier van spelen "schootpiano". Diverse jazzgitaristen zouden deze gitaar gebruiken.
De eerste 7-snarige gitaar met een massieve kast ontstond in 1990 met de Ibanez Universe, ontwikkeld door Steve Vai. De extra snaar is een lage B. Tegenwoordig wordt de 7-snarige gitaar ook veel gebruikt in heavy metal, vanwege de lagere klanken. Fabrikanten die veel nadruk leggen op een heavy metal publiek, door ook de hardware interessant te maken voor dat publiek, zijn naast Ibanez onder meer ESP, Schecter, Bo~El Guitars, Aristides, B.C. Rich, Mayones en Dean Guitars. Veel van deze merken hebben ook gitaren met 8 en zelfs 9 snaren.
Veel fabrikanten van onder meer gitaarelementen en gitaarbruggen spelen in op de groeiende vraag. Ook enkele versterkerbouwers hebben een aangepaste serie voor de lagere tonen die met zevensnarige gitaren gegenereerd worden, waaronder Orange Dual Dark en Ibanez Iron Label.

## Varianten
Blood Red Shoes bezit een variant van een 7-snarige gitaar. Hierbij zijn de snaren verdeeld in secties. De dunste drie snaren staan gelijk tot elkaar gestemd en liggen, zoals de duplo's op een 12 snarige gitaar, heel dicht tegen elkaar aan. Deze variant is anders dan de bovengenoemde beschreven 7-snarige die meer gebruikt door Nu-metal acts en sologitaristen.
Roger McGuinn (ex-leider van The Byrds) ontwierp samen met gitaarfabrikant C.F. Martin & Company een andere variant van de 7-snarige gitaar. Hierbij is een extra G-snaar aanwezig (een octaaf hoger dan de standaard snaar) waardoor de klank enigszins in de richting van een 12-snarige gitaar gaat.